# Pompa infuzyjna

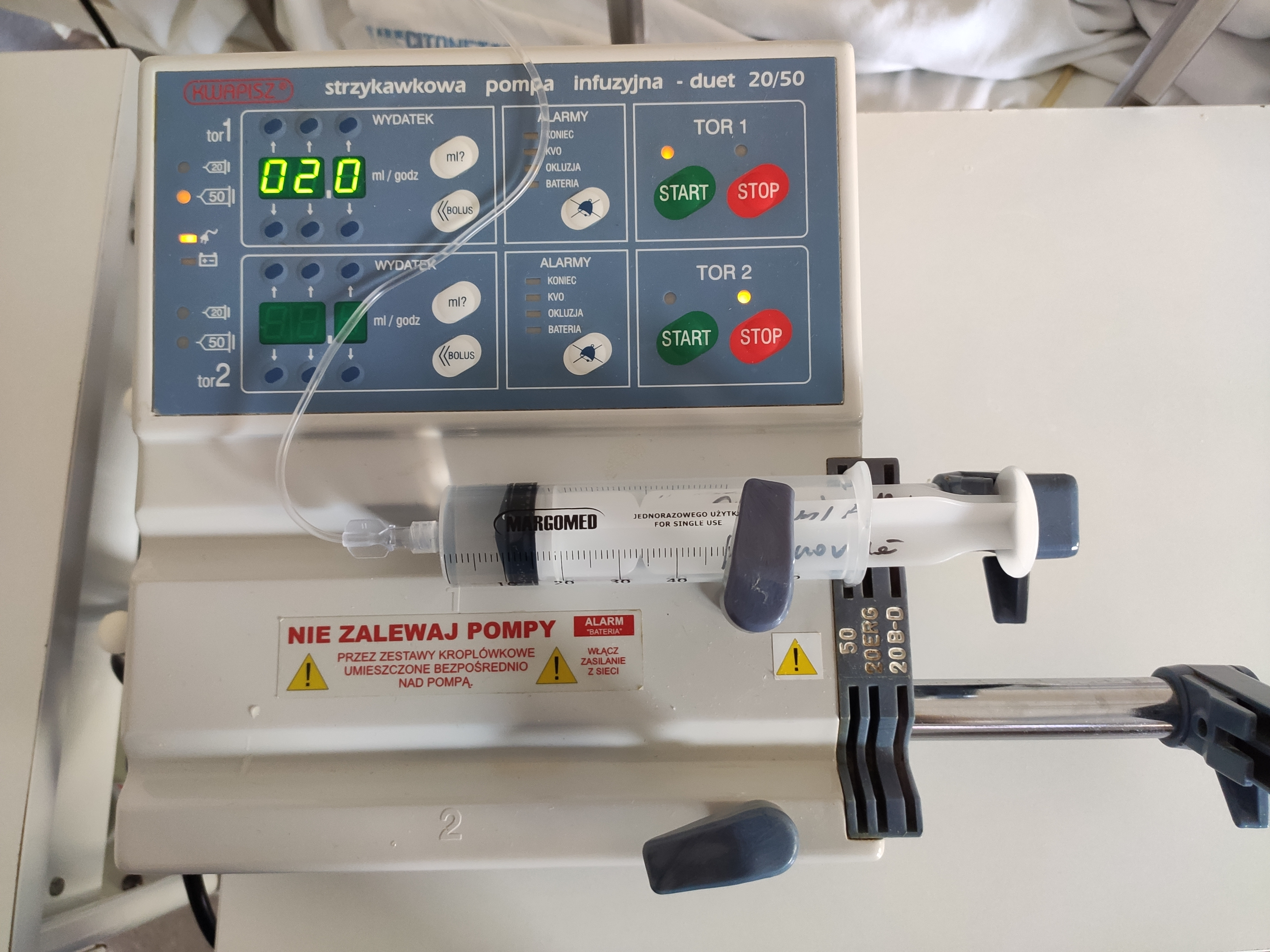
Dwutorowa pompa infuzyjna

Pompa infuzyjna – przyrząd medyczny stosowany do ciągłego lub cyklicznego, dokładnego dawkowania zadanego leku.

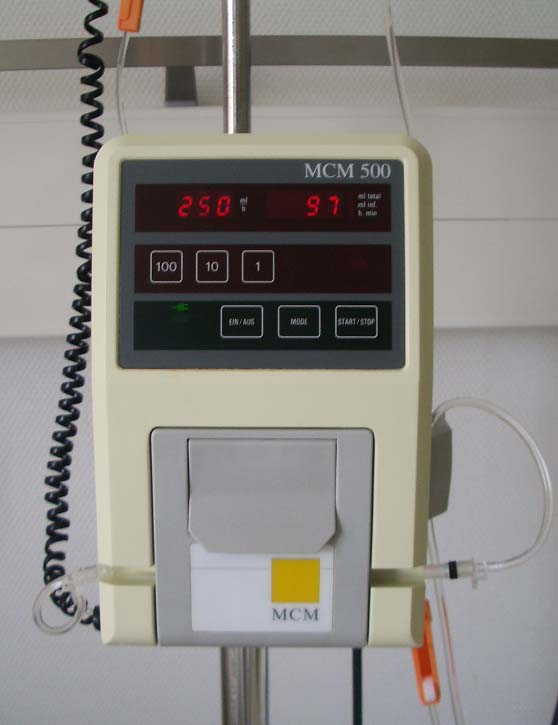
Przykładowa pompa infuzyjna

Pompa ta zbudowana jest z korpusu wraz z układem elektronicznym, wyświetlaczem i szeregiem przycisków, specjalnej "strzykawki" oraz tłoka wraz z siłownikiem, umożliwiającym mechaniczne przesuwanie tłoka w "strzykawce". 
Pompę infuzyjną stosuje się przede wszystkim na oddziałach intensywnej terapii (rzadziej na bloku operacyjnym i w karetkach reanimacyjnych), gdzie zachodzi potrzeba łatwego, dokładnego dawkowania leku.